# Nohra (Nordhausen)
Nohra település Németországban, azon belül Türingiában. Lakosainak száma 811 fő (2017. december 31.).

## Népesség
A település népességének változása:

| 2017 | 811 |